# Mistrzostwa Polski w Kolarstwie Szosowym 2010
Mistrzostwa Polski w kolarstwie szosowym 2010 odbyły się w dniach 24–27 czerwca 2010 roku w Kielcach.

## Wyniki
| Konkurencja:                                                         | Złoto:                                        | Wynik        | Srebro:                                         | Wynik        | Brąz:                                     | Wynik        |
| jazda ind. na czas kobiet (22 km) (24.06.2010)                       | Maja Włoszczowska CCC Polkowice               | 32.45 min    | Paulina Brzeźna-Bentkowska Red Sun Cycling Team | 32.54 min    | Eugenia Bujak GK Zagłębie Sosnowiec       | 33.14 min    |
| jazda ind. na czas młodzieżowców (30 km) (24.06.2010)                | Kornel Sójka Cjam CKT Novatec                 | 37.43 min    | Michał Kwiatkowski Caja Rural                   | 38.05 min    | Piotr Gawroński TKK Pacific Toruń         | 38.24 min    |
| jazda ind. na czas elity mężczyzn (45 km) (24.06.2010)               | Jarosław Marycz Team Saxo Bank                | 56.08 min    | Maciej Bodnar Liquigas-Doimo                    | 56.51 min    | Marcin Sapa Lampre - Farnese Vini         | 57.30 min    |
| wyścig ind. ze startu wspólnego młodzieżowców (171 km) (26.06.2010)  | Paweł Charucki TKK Pacific Toruń              | 4h 40.02 min | Dariusz Głuszak TKK Pacific Toruń               | 4h 41.20 min | Jarosław Kowalczyk Pogoń Mostostal Puławy | 4h 41.29 min |
| wyścig ind. ze startu wspólnego kobiet (115 km) (26.06.2010)         | Małgorzata Jasińska Team System Data Potorscy | 3h 03.08 min | Maja Włoszczowska CCC Polkowice                 | 3h 03.09 min | Aleksandra Dawidowicz CCC Polkowice       | 3h 03.40 min |
| wyścig ind. ze startu wspólnego elity mężczyzn (215 km) (27.06.2010) | Jacek Morajko Mróz Active Jet                 | 5h 26.14 min | Mariusz Witecki Mróz Active Jet                 | 5h 26.14 min | Maciej Bodnar Liquigas-Doimo              | 5h 27.20 min |